# (357439) 2004 BL86
(357439) 2004 BL86 — околоземный астероид из группы Аполлонов, открытый LINEAR 30 января 2004 года. По приблизительным оценкам размер астероида в диаметре составляет 325 метров.
Астероид был обнаружен 30 января 2004 года американской программой поиска околоземных объектов LINEAR. Он прошёл в 1199600 км от Земли (3,1 расстояния от Земли до Луны) 26 января 2015 года в 16:20 UTC. Во время приближения астероида было обнаружено, что он имеет спутник.

## Сближение с Землёй
26-27 января 2015 года астероид достиг максимума видимой звёздной величины (9) и находился на небесном экваторе. Астероид был виден в телескопы с объективами 100 мм или больше. Астероид двигался около 2,5° в час (2,5 угловых секунд в секунду). Астероид оказался в противостоянии 27 января 2015 года в 04:37 UTC. Около 5:00 UTC астероид визуально находился рядом со звёздным скоплением M44 (Ясли).
По подсчётам, подход 2004 BL86 на расстоянии в 3,1 лунных расстояний был наиболее близким проходом этого астероида относительно Земли за последние 200 лет.
Другим астероидом, прошедшим на потенциально опасном от Земли расстоянии стал вдвое больший 2015 TB145, который приблизился к планете 31 октября 2015 года.

## Спутник
Спутник был впервые обнаружен наземными телескопами Джо Поллока и Петра Правеца. Наблюдения Голдстоунской обсерватории и радиотелескопа Грин-Бэнк подтвердили наличие у астероида спутника, диаметр которого был оценён примерно в 70 метров. От отдалён от 2004 BL86 примерно на 500 метров.

## Галерея

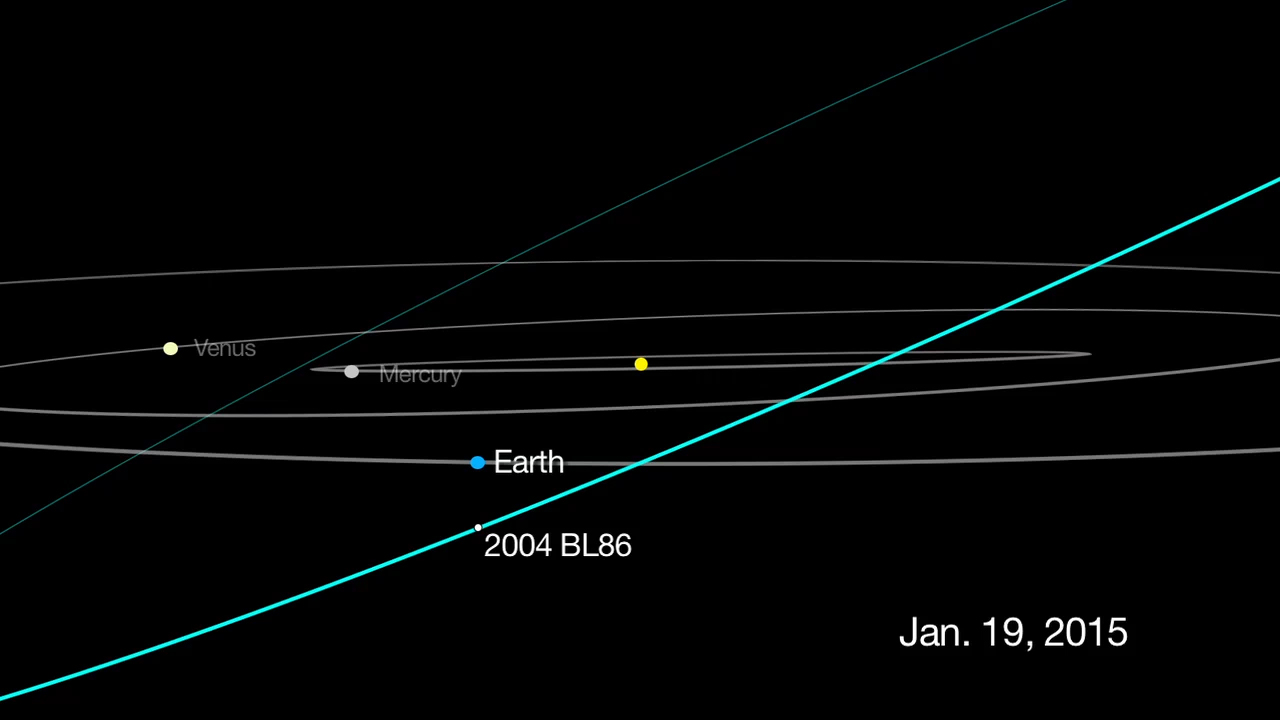
Астероид 2004 BL86 безопасно проходит Землю 26 января 2015 года
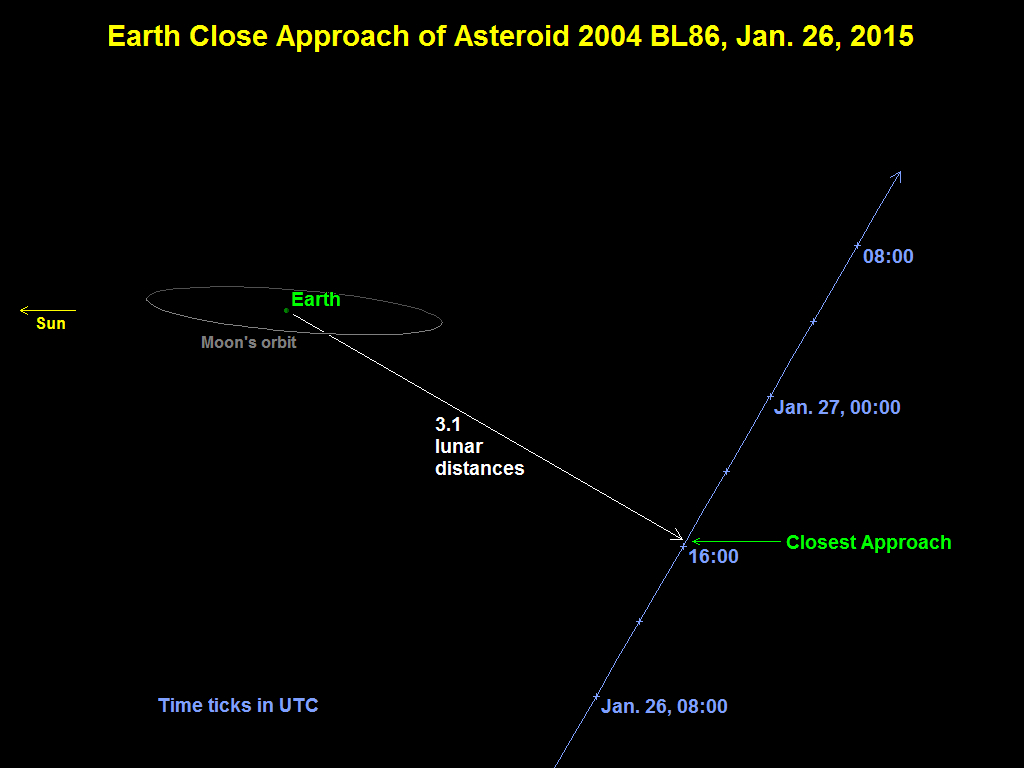
Траектория полёта 2004 BL86 и временные отметки
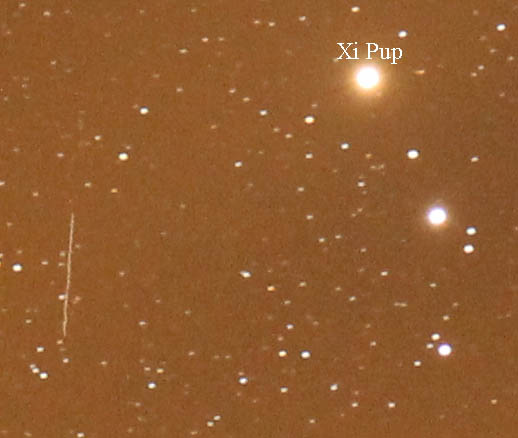
2004 BL86 (звёздный след[англ.] слева) рядом со звездой Кси Кормы
Анимация астероида 2004 BL86, построенная из радиолокационных изображений Грин-Бэнк